# Borrowdale (Schiff)
Die Borrowdale, ein Schiff mit drei Masten und Rahsegeln, wurde im Jahr 1785 in Sunderland in England gebaut. Dieses Schiff war eins von drei Transportschiffen der First Fleet, die keine Sträflinge und Siedler transportierten, sondern Verpflegung und Wirtschaftsgüter. Neben der Borrowdale waren dies die Fishburn und Golden Grove, die mit ihrer Fracht ein Überleben der Menschen in der Sträflingskolonie Australien für zwei Jahre ermöglichen sollten. Die Borrowdale hatte eine Ladekapazität von 272 Tonnen.
Die Borrowdale, unter dem Kommando von Hobson Reed, verließ Portsmouth mit 17 Besatzungsmitgliedern am 13. Mai 1787 gemeinsam mit der First Fleet. Der Weg führte die elf Schiffe über Teneriffa, Rio de Janeiro um das Kap der Guten Hoffnung herum durch den Indischen Ozean und vorbei an Van-Diemens-Land (Tasmanien). Arthur Phillip, der Kommandeur der First Fleet, segelte mit den vier schnelleren Schiffen voraus, um die Ankunft der anderen Schiffe vorzubereiten. Phillip kam am 19. Januar 1788 in der Botany Bay an. Der langsame Schiffskonvoi mit der Borrowdale erreichte die Bucht am 20. Januar 1788. Am 26. Januar 1788 segelte die gesamte Flotte nach Port Jackson weiter, weil sich herausstellt hatte, dass sich die Botany Bay nicht für den Aufbau der Kolonie eignete.
Die Borrowdale legte am 14. Juli 1788 gemeinsam den Schiffen Alexander, Prince of Wales und Friendship zur Rückreise nach England ab. Der Schiffskonvoi stand unter dem Befehl von Leutnant John Shortland. Auf der Rückfahrt zerfiel der Schiffskonvoi, die schnellere Borrowdale eilte voraus. Auf dem Schiff brach Skorbut aus. Vier Besatzungsmitglieder starben und nach der Ankunft in Rio de Janeiro mussten acht schwerkranke Besatzungsmitglieder in ein Hospital. Am 24. Dezember 1788 legten die Borrowdale und die Prince of Wales gemeinsam wieder ab, die mittlerweile am 20. Oktober 1788 auch in Rio de Janeiro angekommen war. Sie erreichten am 22. März 1789 in Falmouth als erste Schiffe der First Fleet wieder England.
Die Borrowdale wurde danach als Collier eingesetzt und sank am 31. Oktober 1789 in einem Sturm vor Norfolk. Sie riss Kapitän Reed mit seiner gesamten Besatzung in die Tiefe.
Im Jahr 1999 wurde ein Siegel der Borrowdale in einem Antiquitätengeschäft in Dorset entdeckt.